# 穆武姆巴河
1°03′26″S 30°28′22″E / 1.0572°S 30.4729°E
穆武姆巴河是東部非洲的河流，流經盧旺達和烏干達，河道全長170公里，流域面積3,500平方公里，平均流量每秒16.6立方米，上游河谷有大片茶葉種植地區。